# I wish (前田愛の曲)
「I wish」（アイウィッシュ）は、前田愛の楽曲。三浦徳子が作詞、白川善久が作曲を手掛け、テレビアニメ『デジモンアドベンチャー』前期EDテーマに起用された。
前田のデビューシングルとして1999年4月23日にインターチャネルから発売された。

## 収録曲
1. I wish [4:04]
  - 作詞：三浦徳子、作曲：白川善久、編曲：堀井勝美
2. いつでも逢えるから
  - 作詞：三浦徳子、作曲・編曲：障子久美
3. I wish（オリジナル・カラオケ）
4. いつでも逢えるから（オリジナル・カラオケ）

## I wish〜tri.Version〜
「I wish〜tri.Version〜」（アイ・ウィッシュ トライ・バージョン）は、AiMの20枚目のシングル。劇場アニメ『デジモンアドベンチャー tri.』第1章「再会」EDテーマに起用された。

### 収録曲
1. I wish〜tri.Version〜
  - 作詞：三浦徳子、作曲：白川善久、編曲：松浦雄太
2. I wish〜tri.Version〜（Original Karaoke）

## 収録アルバム
- I wish
DIGIMON HISTORY 1999-2006 ALL THE BEST
デジモンエンディングベストエイマー
苺 (15th MEMORIAL VERSION)
- いつでも逢えるから
苺
- I wish〜tri.Version〜

## カバー
- 佐城雪美（中澤ミナ） - ゲーム『アイドルマスター シンデレラガールズ スターライトステージ』収録曲として、2020年2月21日追加